# Ḍamma culbuté
Le ḍamma culbuté est une signe diacritique vocalique de l’écriture arabe représenté par un court trait vertical au-dessous d’une lettre arabe. Il correspond à la vocalisation longue /uː/.